# Li Bingbing
Li Bingbing (Wuchang, 27 febbraio 1973) è un'attrice cinese.

## Biografia
Li Bingbing si è laureata all'Istituto di arte drammatica di Shanghai nel 1997. L'attrice è Goodwill Ambassador (carica onorifica volontaria) del Programma delle Nazioni Unite per l'ambiente, nonché Global Ambassador del WWF per l'Ora della Terra. Nel 2012 ha interpretata l'eroina Ada Wong nel film Resident Evil: Retribution, diretto da Paul W. S. Anderson.

## Filmografia parziale

### Cinema
- Spirit of Cops, regia di Wang Wei (1994)
- Qiaoqian Zhixi, regia di Yiu Sau-Gong (1994)
- Red Rose, White Rose, regia di Stanley Kwan (1994)
- Diciassette anni (Guo nian hui jia), regia di Zhang Yuan (1999)
- Purple Butterfly (Zǐ húdié), regia di Lou Ye (2003)
- Cat and Mouse (Lou she oi sheung mao), regia di Gordon Chan (2003)
- Love for All Seasons (Baak nin hiu gap), regia di Johnnie To Kei-Fung e Wai Ka-Fai (2003)
- Silver Hawk (Fei ying), regia di Jingle Ma (2004)
- Waiting Alone (Du zi deng dai), regia di Dayyan Eng (2004)
- A World Without Thieves (Tian xia wu zei), regia di Feng Xiaogang (2004)
- Dragon Squad (Mang lung), regia di Daniel Lee (2005)
- Wait 'Til You're Older (Tung mung kei yun), regia di Teddy Chan (2005)
- The Knot (Yun shui yao), regia di Li Yin (2006)
- Linger (Hu die fei), regia di Johnnie To (2008)
- Il regno proibito (The Forbidden Kingdom), regia di Rob Minkoff (2008)
- The Message (Feng sheng), regia di Chen Kuo-Fu e Gao Qunshu (2009)
- Triple Tap (Cheung wong chi wong), regia di Derek Yee (2010)
- Yong xin tiao, regia di Stanley Kwan (2010)
- Detective Dee e il mistero della fiamma fantasma (Di renjie), regia di Tsui Hark (2010)
- 1911 (Xin hai ge ming), regia di Jackie Chan (2011)
- Il ventaglio segreto (Snow Flower and the Secret Fan), regia di Wayne Wang (2011)
- Wo Yuan Yi, regia di Sun Zhou (2012)
- Resident Evil: Retribution, regia di Paul W. S. Anderson (2012)
- Transformers 4 - L'era dell'estinzione (Transformers: Age of Extinction), regia di Michael Bay (2014)
- Zhong Kui: Snow Girl and the Dark Crystal, regia di Peter Pau e Tianyu Zhao (2015)
- Guardians of the Tomb, regia di Kimble Rendall (2018)
- Shark - Il primo squalo (The Meg), regia di Jon Turteltaub (2018)
- Shark 2 - L'abisso (Meg 2: The Trench), regia di Ben Wheatley(2023)

### Televisione
- Palace of Desire (Da Ming Gong Ci) - serie TV (2000)
- Shao nian zhang san feng - serie TV, 40 episodi (2001)
- Eight Heroes (Ba da hao xia) - serie TV (2005)

## Doppiatrici italiane
- Chiara Colizzi in Detective Dee e il mistero della fiamma fantasma
- Federica De Bortoli in Il ventaglio segreto
- Francesca Manicone in Resident Evil: Retribution
- Jun Ichikawa in Transformers 4 - L'era dell'estinzione
- Valentina Mari in Shark - Il primo squalo
- Micaela Incitti in Il regno proibito

## Riconoscimenti
- Singapore International Film Festival 2000
  - Premio come migliore attrice protagonista per Diciassette anni
- Festival di Venezia 2000
  - Candidatura come migliore attrice protagonista per Diciassette anni
- Festival di Venezia 2010
  - Candidatura come migliore attrice protagonista per Detective Dee e il mistero della fiamma fantasma
- Huabiao Awards 2007 – Premio come migliore attrice protagonista per The Knot

- Hundred Flowers Awards
  - 2008: Premio come migliore attrice protagonista per The Knot
  - 2006: Candidatura come migliore attrice non protagonista per A World Without Thieves

- Golden Eagle Awards
  - 2005: Candidatura come migliore attrice protagonista per Waiting Alone
  - 2007: Candidatura come migliore attrice protagonista per The Knot

- Golden Horse Awards
  - 2009: Premio come migliore attrice protagonista per The Message
  - 2007: Candidatura come migliore attrice protagonista per The Knot

- Beijing Student Film Festival
  - 2005: Premio come attrice preferita per Waiting Alone
  - 2007: Candidatura come migliore attrice protagonista per The Knot
  - 2010: Candidatura come migliore attrice protagonista per The Message

- Asian Film Awards 2010 – Candidatura come migliore attrice protagonista per The Message